# Yoshihisa Kawahara
Yoshihisa Kawahara (川原 慶久 Kawahara Yoshihisa?,  Tokio, Japón, 22 de junio de 1976) es un actor de voz japonés, afiliado a Across Entertainment. Desde su debut profesional ocurrido en 2000, Kawahara ha participado en más de dos centenas de series de anime y otros ámbitos, en su mayoría dando voz a personajes secundarios. Cuando trabaja en videojuegos para adultos, utiliza el seudónimo de Gunsou Hatoman (鳩マン 軍曹?).

## Vida personal
El 13 de diciembre de 2017, Kawahara anunció que contrajo matrimonio con la también seiyū Kaori Sadohara.

## Filmografía

### Anime
2001
- Shaman King como Silverstone
- The Prince of Tennis como Kippei Tachibana y Ichiro Kaneda

2002
- The Twelve Kingdoms como Hyōki, aldeano
- Hajime no Ippo como Estudiante

2003
- Astroboy como SP
- Ganparēdo Māchi 〜Aratanaru kōgun uta〜 como Yasuko Wakamiya
- BASToF Lemon como Bifou
- Texhnolyze como Joven E
- Fullmetal Alchemist como Hombre número 3
- Mouse como Reportero A
- Yu-Gi-Oh! como Rafēru

2004
- Kaiketsu Zorori
- Gantz como Ryuichi Asumi, Kinaki Onitsuka
- Samurai Champloo como Pirata, cliente
- Sōkyū no Fafner como Estudiante
- Mai-HiME como Marinero

2005
- Eyeshield 21 como Ōyama, estudiante
- SHUFFLE! como Hombre
- Suzuka como Tetsujin Kinugasa
- Mushishi como Hombre
- Yu-Gi-Oh! GX como Inuka Maddog

2006
- Idaten Jump como Jirō
- Otogi-Jūshi Akazukin como Rarugo
- Capeta como Souta Otame
- Sargento Keroro como Master
- Saiunkoku Monogatari como Varios
- Le Chevalier D'Eon como George III, legislador, guardia
- Ghost Slayers Ayashi como Myōraku
- Nana como Yasushi Takagi
- Bakegyamon como Deko
- Blood+
- Mamotte Lollipop como Kārī
- Yume Tsukai como Voz de tren
- Wanwan Serepū Soreyuke Testsunoshin como Masao Inuyama

2007
- Ayakashi como Shōsuke Kanai
- Code-E como Profesor
- Saint Beast como Medium Angel B
- Zombie-Loan como Joven B
- Toward the Terra como Operador, estudiante
- Tōka Gettan como Varios
- Hapi Hapi Kurōbā como Padre de Mel, Dolly, uta
- Higurashi no Naku Koro ni como Takemitsu Tanashi (Padre de Miyo Takano/ Miyoko Tanashi)
- Majin Tantei Nōgami Neuro como Jefe
- Wangan Midnight como Kuro

2017
- Atom: The Beginning como Sakakibara
- Kyōkai no Rinne 3 como Rei Kuroi (ep. 67)

2018
- Idolish7 como Kaoru Anesagi

2019
- Kenja no Mago como Michel Collins

### OVAs
2010
- Black Lagoon: Roberta's Blood Trail como Larkin (ep. 1)